# Vojnički red željeznog trolista
Vojnički red željeznog trolista (kraće Željezni trolist), poznat i pod nazivom Hrvatski križ, bio je najviše vojno odlikovanje NDH, a dodjeljivao se "za ratna djela, ostvarena osobnom pobudom, zalaganjem i smišljenim vodstvom u podhvatima, koji su imali osobit uzpjeh protiv neprijatelja."
Red je imao četiri stupnja, od kojih se 1. stupanj nosio na vrpci oko vrata, 2. stupanj bez vrpce na lijevoj strani grudi, 3. stupanj na vrpci koja visi iz zapučka, a 4. stupanj na trokutastoj vrpci na lijevoj strani grudi. Za izuzetne zasluge dodjeljivao se red s hrastovim grančicama. Nositelji 1. i 2. stupnja imali su pravo na naslov "Vitez".
Vojnički red željeznog trolista nije se dodjeljivao olako. Jedini nositelj 1. stupnja s hrastovim grančicama bio je poglavnik dr. Ante Pavelić, a red 1. stupnja dodijeljen je samo dvojici hrvatskih visokih časnika, od kojih je jedan i vojskovođa, bivši austrijski pukovnik Slavko Kvaternik.
Ovo odlikovanje je veoma cijenjeno među kolekcionarima, što zbog slabe brojnosti, što zbog kakvoće izrade.

## Odlikovani Vojničkim redom željeznog trolista

### 1. stupanj s hrastovim grančicama
- poglavnik Ante Pavelić

### 1. stupanj
- vojskovođa Slavko Kvaternik
- general Rafael Boban
- Obergruppenführer Artur Phleps

### 2. stupanj s hrastovim grančicama
5 nositelja

### 2. stupanj
12 nositelja; neki od njih su:
- pukovnik Marko Mesić
- kapetan bojnog broda Andrija Vrkljan

### 3. stupanj s hrastovim grančicama
50 nositelja:
Delko Bogdanić...

### 3. stupanj
64 nositelja, neki od njih su:
- pukovnik Jure Francetić
- general Franjo Šimić

### 4. stupanj s hrastovim grančicama
256 nositelja:
Delko Bogdanić...

### 4. stupanj
577 nositelja

## Zakonska odredba
1. 1.

Osniva se vojnički red "Željezni Trolist", koji služi kao vidljiv znak odlikovanja za osobito uspjela djela protiv neprijatelja.
1. 2.

Poglavar reda je Poglavnik Nezavisne Države Hrvatske.
1. 3.

Red "Željezni Trolist" najviši je vojnički red Nezavisne Države Hrvatske, a podjeljuje se za ratna djela, ostvarena osobnom pobudom, zalaganjem i smišljenim vodstvom u podhvatima, koji su imali osobit uspjeh protiv neprijatelja.
1. 4.

Red se podjeljuje častnicima, dočastnicima i domobranima, odnosno ustašama Hrvatskih Oružanih Snaga.
Pripadnici savezničkih ili prijateljskih oružanih snaga, koji su se uspješno borili za ostvarenje državne nezavisnosti Hrvatske, ili koji su se kasnije borili rame o rame s hrvatskim odredima, mogu također biti odlikovani ovim redom.
1. 5.

Znak reda izrađen je u obliku hrvatskog trolista od crnog željeza s uzkim srebrnim rubom. Rebra su listova izrađena sa srebrnim tropletom. Na sredini trolista nalazi se u okrugu hrvatski grb s ustaškim znakom (slovo "U" u plavoj boji, a u njemu praska s plamenom).
Na naličju trolista nalazi se u sredini nadpis: "ZA DOM SPREMNI", iznad natpisa "10. IV.", a izpod nadpisa "1941.".
Za izvanredne zasluge mogu se svakom stupnju ovog reda pridodati dvie hrastove grančice tamnozelene boje, koje uokviruju podlogu hrvatskog grba.
Red I. i II. stupnja podjeljuje se za osobita vojnička djela, koja moraju biti izpitana i potvrđena po posebnom vojničkom povjerenstvu.
1. 6.

Red ima cetiri stupnja, i to:
a) red I. stupnja; visina odnosno širina trolista iznosi 52 mm, a promjer okruga u sredini 13 mm; nosi se oko vrata na propisanoj vrbci;
b) red II. stupnja; izradjen kao red I. stupnja; nosi se bez vrbce na lievoj strani grudiju;
c) red III. stupnja; visina odnosno širina iznosi 42 mm, a promjer okruga u sredini 12 mm; nosi se na vrbci, koja visi iz zapučka;
d) red IV. stupnja; izrađen je kao red III. stupnja; nosi se na trokutno složenoj vrbci na lievoj strani grudiju.
Vrbca je crvene boje s bielim rubom sa svake strane; širina ciele vrbce iznosi 40 mm, a bielog ruba 6 mm.
1. 7.

Nosiocima reda I. i II. stupnja pripada pravo na naziv "vitez".
1. 8.

Red podjeljuje Poglavnik poveljom.
1. 9.

Neovlašteno nošenje reda kažnjava se sudbeno zatvorom do mjesec dana ili globom do 50,000 Kuna.
1. 10.

Provedba ove zakonske odredbe povjerava se pročelniku odjela za odlikovanje u Poglavnikovom uredu, koji će izdati propisnik o podjeljivanju i nošenju reda.
1. 11.

Ova zakonska odredba zadobiva pravnu moć danom proglašenja u Narodnim Novinama.
U Zagrebu, dne 27. prosinca 1941.
Poglavnik
Nezavisne Države Hrvatske
Dr. ANTE PAVELIĆ v. r.
Broj CDLXIII - 2167-Z-1941.
Ministar pravosudja i bogoštovlja:
Dr. MIRKO PUK, v. r.